# Tin whistle
Tin Whistle, também conhecida como Pennywhistle é uma pequena flauta de metal (geralmente cobre, latão ou estanho) ocasionalmente também de madeira, muito usada na música celta, medieval e escocesa.

## Características
Original da Irlanda, esta flauta muito se assemelha à flauta doce no que diz respeito à digitação, porém possui algumas diferenças tanto no timbre (mais claro e agudo), quanto na quantidade de furos (apenas seis). A tin whistle é um instrumento simples, de resposta rápida e fácil para os aprendizes. Porém, o domínio das inúmeras técnicas utilizadas nela requer agilidade. Possui duas oitavas, controladas pela intensidade do sopro, e pode ser encontrada em diversas afinações (C, D, Bb...)

### Tablatura
O uso de tablaturas é muito comum entre pessoas que usam a internet, músicos que tocam Guitarra, Contrabaixo e bateria fazem grande uso desse método de escrita músical, existem também tablatura para flautas, o formato comum (horizontal) é considerado difícil por muitos, então a The International Tinwhistle Standards Association da Tinwhistle Fingerings Research Center propôs um método padrão para escrita de tablatura para tin whistle.
E:XXX|XOO F#1
Como no exemplo, a leitura é feita da esquerda para a direita, o E significa embocadura, por onde se sopra, separado por 'dois pontos' (:), seguido pelos três primeiros oríficios de digitação (o X significa coberto), depois a linha de divisão (|), os outros três oríficios de digitação (O significa descoberto) então o nome da nota seguido por sua oitava sendo indicada pelo número.
Códigos padronizados devem ser:
- E = Embocadura
- X = Coberto
- O = Descoberto
- H = Meio coberto
- S = Pouco descoberto
- g = appoggiatura
- t = Tapa
- # = Sustenido
- b = Bemol
- 1 = 1ª oitava
- 2 = 2ª oitava
- 3 = 3ª oitava
- | = Divisor dos oríficios de digitação
- : = Divisor entre embocadura e início da digitação

## Modelos
Existem várias marcas e modelos,e também 
cheap whistles – um padrão mais popular e barato – sejam compostas geralmente de um corpo de metal e uma boquilha de plástico.e pedra  O Instrumento geralmente é ouvido junto a um violino, concertina ou gaita de fole - instrumentos comuns na música irlandesa.
Marcas populares de flautas irlandesas incluem Waltons, Generation, Clarke, Clare, Feadóg, Susato e Dixon.

## Instrumentistas
- Andrea Corr – vocalista do grupo musical irlandês The Corrs;
- Ian Anderson - flautista, vocalista, compositor e líder da banda de rock Jethro Tull.
- Troy Donockley - flautista da banda de metal sinfônico Nightwish.